# Trận Sulci
Trận Sulci là một trận hải chiến diễn ra vào năm 258 TCN giữa lực lượng hải quân La Mã và Carthage tại vùng ven biển gần thị trấn Sulci, Sardinia. Cuối cùng trận đánh kết thúc với chiến thắng của người La Mã dưới sự chỉ huy của quan chấp chính Gaius Sulpicius Paterculus. Phần lớn hạm đội Carthage bị đánh chìm, số còn lại bị bỏ lại trên bờ. Chỉ huy quân Carthage Hannibal Gisco bị hành quyết bởi quân nổi loạn của ông ta. Sự thiệt hại nặng nề của hải quân đã ngăn chặn Carthage tiến hành các chiến dịch lớn chống La Mã từ đảo Sardinia.